# Серхан Яваш
Серха̀н Ява̀ш (на турски: Serhan Yavaş) е турски филмов актьор от теленовели и модел.

## Биография
Завършва спортен университет в Истанбул и за известно време е инструктор по тенис. Започва актьорската си кариера на 25-годишна възраст с участие в сериала „Паяк“ през 1997 г. До края на 2009 г. се е снимал в 3 сериала и 1 филм. Снимал се е и в рекламни клипчета. В България е познат с главната мъжка роля на Харун от сериала „Незабравима“ и с главната мъжка роля на Мендерес от сериала „Клетва“.

## Филмография

### Филми
| Година | Заглавие     | Роля |
| ------ | ------------ | ---- |
| 1995   | Естер и Сара |      |
| 2008   | След дъжда   | Нури |

### Сериали
| Година    | Заглавие                      | Роля               |
| --------- | ----------------------------- | ------------------ |
| 1997–2001 | Паяк                          | Шекип              |
| 2007–2008 | Клетва                        | Мендерес Мермертай |
| 2009–2011 | Незабравима                   | Харун Арсланлъ     |
| 2013–2014 | Написах името ти в сърцето си | Йомер              |
| 2017      | Кой те взе от мен             | Талат Чамай        |